# 13-та піхотна дивізія (Третій Рейх)
13-та піхотна дивізія (Третій Рейх) (нім. 13. Infanterie-Division) — піхотна дивізія Вермахту за часів Другої світової війни. 12 жовтня 1937 була переформована на 13-ту моторизовану дивізію Вермахту.

## Історія
13-та піхотна дивізія створена 1 жовтня 1934 року під час 1-ї хвилі мобілізації в Магдебурзі в 4-му військовому окрузі (нім. Wehrkreis IV).

## Райони бойових дій
- Німеччина (жовтень 1934 — жовтень 1937).

## Командування

### Командири
- генерал-лейтенант Пауль Отто (нім. Paul Otto) (1 жовтня 1934 — 12 жовтня 1937).

## Нагороджені дивізії
Нагороджені дивізії
|  | Кавалери Лицарського хреста Залізного хреста | 2 |